# رزم‌ناو کلاس اساما
رزمناو کلاس آساما (به انگلیسی: Asama-class cruiser) دو فروند رزمناو زرهی بودند که در سال ۱۸۹۹ ساخته شده و در جنگ روسیه و ژاپن و جنگ جهانی اول در خدمت نیروی دریایی ژاپن قرار داشتند. ابن کشتی‌ها ۹۸۵۶ تن وزن، ۱۲۴ متر طول و ۷۲۶ نفر پرسنل داشتند. 